# Namakura Gatana

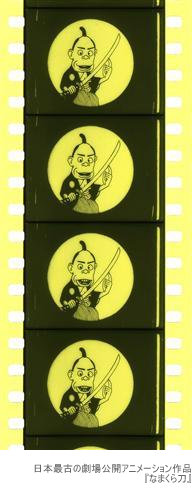

 (mai 2025).
Si vous disposez d'ouvrages ou d'articles de référence ou si vous connaissez des sites web de qualité traitant du thème abordé ici, merci de compléter l'article en donnant les références utiles à sa vérifiabilité et en les liant à la section « Notes et références ».
Namakura Gatana (なまくら刀) ou Hanawa Hekonai meitō no maki (塙凹内名刀之巻) est un court métrage d'animation japonais produit par Jun'ichi Kōchi en 1917.